# Carlos Ibáñez de Ibero

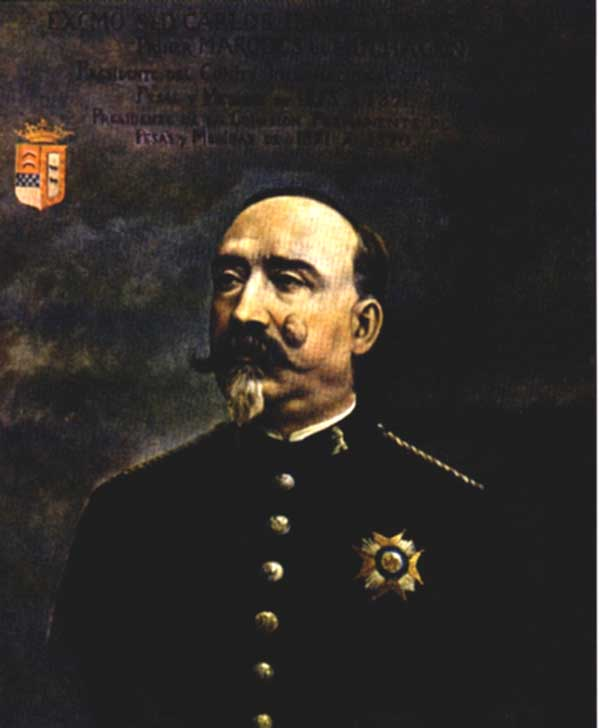
General Carlos Ibáñez e Ibáñez de Ibero 1881

Carlos Ibáñez e Ibáñez de Ibero, Marqués de Mulhacén, (* 14. April 1825 in Barcelona; † 29. Januar 1891 in Nizza) war ein spanischer Divisionsgeneral und Geodät.

## Familie
Carlos Ibáñez e Ibáñez de Ibero heiratete 1861 die Französin Jeanne Baboulène Thénié. Aus der Ehe ging eine Tochter hervor. Seine Tochter Elena war mit dem Genfer Juristen und Politiker Louis Willemin verheiratet; deren gemeinsame Tochter Elena heiratete den Genfer Juristen und Politiker Albert Dupont-Willemin.
1878 heiratete er erneut eine Schweizerin, Cécilia Grandchamp. Aus dieser zweiten Ehe ging Carlos Ibáñez de Ibero Grandchamp hervor. 

## Militärlaufbahn
Carlos Ibáñez trat frühzeitig in die Genie-Akademie zu Guadalajara und dann in das Ingenieurkorps der spanischen Armee ein und begann eine Offizierslaufbahn, die ihn bis zum Rang eines Generals aufsteigen ließ. 

## Tätigkeit in der Vermessung
Als die spanische Regierung die Herstellung einer großen topographischen Karte von Spanien beschloss, wurden 1852 die Hauptleute Ibáñez und Saavedra mit den Vorarbeiten dazu betraut. Mit einem nach ihren Angaben von Brunner in Paris gefertigten Maßstab (Strichmaß) ermittelten sie mit einer bis dahin nicht erreichten Genauigkeit die Länge einer Grundlinie von 15 km in der Mancha. Später (1865–1868) wurden mit einem eisernen Brunnerschen Maßstab auch auf den Balearen drei Grundlinien gemessen. 
Nach Saavedras Eintritt ins Ministerium als Direktor der öffentlichen Arbeiten stand Ibáñez allein an der Spitze der geodätischen Arbeiten in Spanien und organisierte in dieser Stellung als Direktor das geodätische und statistische Institut des Königreichs, und damit die gesamte Landesvermessung. Die geodätischen Arbeiten in Spanien schlossen sich eng an die 1861 von Johann Jacob Baeyer angeregte europäische Gradmessung an, die sehr bald zur internationalen Erdmessung erweitert wurde. Im Zusammenhang damit stand die 1879 von Ibáñez und François Perrier ausgeführte Verlängerung der großen französischen Meridianmessung bis nach Algier. Nach Baeyers Tod wurde Ibáñez zum Präsidenten des permanenten Komitees der Erdmessung gewählt, ab 1870 war er auch Mitglied und ab 1872 Präsident der Internationalen Meterkommission, die mit Inkrafttreten der Meterkonvention 1876 zum Internationalen Komitee für Maß und Gewicht wurde. 1885 wurde er als korrespondierendes Mitglied in die Académie des sciences aufgenommen. Am 20. Januar 1887 wurde Ibáñez zum Ehrenmitglied der Berliner Akademie der Wissenschaften ernannt, 1885 in die Académie royale des Sciences, des Lettres et des Beaux-Arts de Belgique und 1889 in die National Academy of Sciences gewählt.

## Werke
Außer zahlreichen Berichten in den Schriften der spanischen Landesaufnahme (7 Bände) und der internationalen Erdmessung veröffentlichte Ibáñez 1888 ein »Tableau géographique et statistique de l'Espagne« (mit einer Karte im Maßstab 1:500.000)